# BloodRayne 2: Deliverance
BloodRayne 2: Deliverance of (BloodRayne 2 of BloodRayne: Deliverance) is een Duits-Amerikaanse fantasyfilm uit 2007 onder regie van Uwe Boll, gebaseerd op het gelijknamige computerspel. De productie was een vervolg op BloodRayne en kreeg in 2011 met BloodRayne: The Third Reich en vervolg.
De rol van Rayne werd in de eerste film gespeeld door actrice Kristanna Loken, maar werd voor deze film vervangen door actrice Natassia Malthe.

## Verhaal
Als dhampir (half mens, half vampier), heeft Daywalker Rayne de missie om de tirannie van de niet-doden te beëindigen. Vanuit Transsylvanië komt ze in het Wilde Westen terecht. Vampierbaas Billy the Kid vestigt zich in Deliverance om na het gereedkomen van de spoorrails van daaruit het hele land met vampiers te bevolken. Hij heeft alleen niet op de tegenwerking van sheriff Pat Garrett gerekend en al helemaal niet op die van Rayne. Een bloedige strijd ontbrandt en er kan maar één winnaar zijn...

## Rolbezetting
| Acteur             | Personage           |
| ------------------ | ------------------- |
| Natassia Malthe    | Rayne               |
| Zack Ward          | Billy the Kid       |
| Michael Paré       | Pat Garrett         |
| Chris Coppola      | Newton Pyles        |
| Chris Spencer      | Bob, the Bartender  |
| Brendan Fletcher   | Muller              |
| Carrie Genzel      | Bernadette          |
| Sarah-Jane Redmond | Martha              |
| Michael Teigen     | "Slime Bag" Franson |
| Michael Eklund     | The Preacher        |
| John Novak         | Sheriff Cobden      |
| Tyron Leitso       | Fleetwood           |
| Jodelle Ferland    | Sally               |
| Mike Dopud         | Flintlock Hogan     |
| Cole Heppell       | William             |